# 안잔나 슈챠니

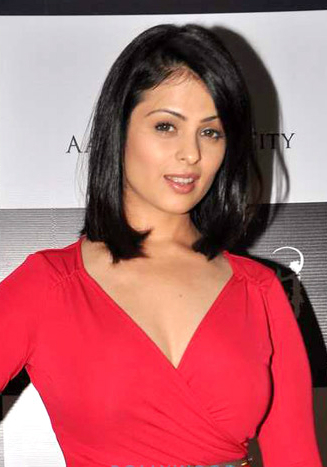

안잔나 슈챠니(Anjana Sukhani, 1978년 12월 10일 ~ )는 인도의 모델, 배우이다.
자이푸르에서 태어났다.

## 영화
- 영 말랑 (2013년) - 키란 역
- 맥시멈 (2012년)
- 비자와다 (2011년)
- 골말 리턴스 (2008년)
- 험 덤 (2005년)

## 같이 보기
- 인도 영화 배우 목록